# Alfred Kaiser
Alfred Ignace Kaiser (Brussel, 1 maart 1872 – Bournemouth, 2 oktober 1917) was een Belgisch componist.
Hij was zoon van Hermann Kaiser en Nanette Prins. Hij was leerling van Anton Bruckner te Wenen en Jos. Förster in Praag. Van zijn leven is weinig bekend. Hij schreef opera's (1902, Parijs: Le billet de Joséphine; 1905, Elberfeld: Die schwarze Nina; 1910, Düsseldorf: Stella Maris; 1912, Kassel: Theodor Körner), een operette (1900, Parijs: Sous le voile), het ballet Le violon enchanté, een symfonie, pianoconcert, drie serenades voor strijkorkest en kamermuziek (Arlequinade, achtdelige suite voor piano solo). Zijn arrangement van Mignon-Gavotte verscheen in 1928 op grammofoonplaat.
Hij verbleef langere tijd in Islington, Londen. Hij ligt begraven op Wimborne Road Cemetery, Bournemouth met een sierlijke grafsteen.